# Chiesa di San Materno (Civitella Paganico)
La chiesa di San Materno è un edificio religioso situato nel territorio comunale di Civitella Paganico. La sua esatta ubicazione è nei pressi della frazione di Civitella Marittima, rispetto alla quale sorge a sud-ovest, nella località di San Materno.

## Storia
Di origini medievali, la chiesa è citata per la prima volta in un documento datato 1143, quando risultava alle dipendenze della non lontana Abbazia di San Lorenzo al Lanzo. Dal Trecento in poi, l'edificio religioso divenne suffraganeo della Pieve di Santa Maria de' Monti, alla quale rimase legata fino alla metà del Seicento, epoca in cui la pieve venne trasferita presso la chiesa di Santa Maria in Montibus, all'interno delle Mura di Civitella Marittima. Storicamente, nel luogo di culto si teneva il 19 agosto di ogni anno la festa in onore del santo a cui era dedicato.

## Descrizione
La chiesa di San Materno si presenta come un semplice e povero edificio religioso immerso nella campagna poco fuori dall'abitato di Civitella Marittima. Le strutture murarie esterne, si presentano prevalentemente rivestite in conci di pietra, fatta eccezione per la facciata principale anteriore che risulta quasi tutta intonacata, ove al centro si apre il portale d'ingresso.
Originariamente, la parte posteriore della chiesa era caratterizzata dalla presenza di un'abside di forma semicircolare, di cui si conservano alcuni resti lungo il paramento murario.